# 今尾侑夕
今尾 侑夕（いまお ゆうゆ、本名同じ、2004年9月16日 - ）は、日本の歌手。旧芸名はゆーゆ。有限会社ドレミ所属。東京都出身。父は所属事務所の社長の今尾公祐。母は歌手の井上あずみ。

## 略歴
物心ついたころから歌手を志し、3歳で母のアルバムに初参加。5歳でアルバム『ジブリ名曲セレクション』で「ナウシカレクイエム」を歌唱。2012年2月22日、キングレコードより『6さいのばらーど』でデビュー。同曲は『みんなのうた』
2012年02月 - 03月使用曲として放映される。同曲は6歳の本音をうたう等身大のうたとして注目を集め、みんなのうたでたびたび再放送されたほか、関連絵本も発売された。
母・井上あずみとの共演でのライブ活動を行う。
2013年6月に再び『みんなのうた』に「タン・タン・タン」が採用され（ワタナベフラワー&ゆーゆ名義）、同シングルが発売された。
2018年3月、ロックユニット「マグロニカン」を結成（詳細は後述のマグロニカンを参照）。
2020年2月、阪神淡路大震災をモチーフにした『尊〜1000万ドルの夜景〜』で舞台初主演を務めた。
2023年、音楽系大学に進学。
2024年2月22日より活動名義をゆーゆから本名である今尾 侑夕に変更。

## ディスコグラフィ

### シングル
| 発売日   | タイトル      | 規格品番             | 最高位 |
| ゆーゆ   | ゆーゆ        | ゆーゆ               | ゆーゆ |
| -------- | ------------- | -------------------- | ------ |
| 1st      | 2012年2月22日 | 6さいのばらーど      |        |
| 配信1st  | 2016年3月30日 | 春よ来い             |        |
| 配信2nd  | 2016年9月29日 | まっかな秋／夕焼小焼 |        |
| 配信3rd  | 2017年2月15日 | 雪／たき火           |        |
| 配信4th  | 2018年1月10日 | いのちさんへ         |        |
| 今尾侑夕 |               |                      |        |
| 配信1st  | 2024年4月10日 | ちがうがおなじ       |        |

### アルバム
| 発売日 | タイトル      | 規格品番         | 最高位 |
| ------ | ------------- | ---------------- | ------ |
| 1st    | 2013年4月17日 | いちにちいちぜん |        |
| ベスト | 2017年2月22日 | はじめての卒業   |        |

### タイアップ
| 楽曲                         | タイアップ                                     | 時期   |
| ゆーゆ                       | ゆーゆ                                         | ゆーゆ |
| ---------------------------- | ---------------------------------------------- | ------ |
| 6さいのばらーど              | 『みんなのうた』2月 - 3月放送曲                | 2012年 |
| おさんぽ♪                    | 『JAバンク静岡』CM使用曲                       | 2012年 |
| ほんとうのありがとう         | 『JAバンク静岡』12月 - 2013年1月キャンペーン曲 | 2012年 |
| はじめての卒業               | 『文化放送』2017年2月度プラスチューン          | 2017年 |
| キリマルラーメン             | 『キリマルラーメン』CMソング                   | 2019年 |
| あつまれ！ポンチしんぶんしゃ | あんふぁん『できたて！ポンチポンチ』関連曲     | 2022年 |
| 正式曲名不明                 | 『こんにゃくパーク 飲むジュレ』CMソング        | 2023年 |
| 今尾侑夕                     |                                                |        |
| ちがうがおなじ               | 電子絵本『なぞなぞサーカス』主題歌             | 2024年 |

### 歌手参加作品
| 発売日        | 商品名                                | 歌                       | 楽曲 | 備考                                                                 |
| ------------- | ------------------------------------- | ------------------------ | --- | -------------------------------------------------------------------- |
| 未発売        | だって、気になるんだもん♪             | 井上あずみ&ゆーゆ        | 「だって、気になるんだもん♪」 | 静岡県食品表示啓発ソング（ふじのくに食品啓発ガイドで無料配信）       |
| 2010年5月12日 | ジブリ名曲セレクション Dear GHIBLI    | 井上あずみ、ゆーゆ       | 「ナウシカ･レクイエム」 |                                                                      |
| 2012年12月5日 | あのね 〜青色の傘〜                   | Rie&Qoonie、ゆーゆ       | 「あのね〜青色の傘〜 ピアノ・バージョン (with ゆーゆ) | 「みんなのうた」使用曲のピアノアレンジ                               |
| 2013年6月5日  | タン・タン・タン                      | ワタナベフラワー&ゆーゆ  | 「タン・タン・タン」 | 『みんなのうた』2013年6月 - 7月放送曲                                |
| 2013年6月5日  | タン・タン・タン                      | ワタナベフラワー&ゆーゆ  | 「上を向いて歩こう」 |                                                                      |
| 2013年6月5日  | タン・タン・タン                      | ゆーゆ                   | 「きっとサンシャイン 〜ママになりたい」 |                                                                      |
| 2013年10月9日 | 井上あずみ ベスト－セレブレイション－ | 井上あずみ、ゆーゆ       | 「Bye-Bye! (with ゆーゆ)」 「たくさんのゆめ (with ゆーゆ)」 |                                                                      |
| 2014年6月11日 | ダブルス                              | ワタナベフラワー&ゆーゆ  | 「わたしきのこです」 | JA中野市キャラクター『のたんとキノコフレンズ』のっきーイメージソング |
| 2014年6月11日 | ダブルス                              | ワタナベフラワー&ゆーゆ  | 「はじめてのチュウ」 | 『文化放送』2014年6月プラスチューン                                  |
| 2014年6月11日 | ダブルス                              | ワタナベフラワー&ゆーゆ  | 「おどるポンポコリン」 「北風小僧の寒太郎」 「山口さんちのツトム君」 「黒ネコのタンゴ」 「いっぽんでもニンジン」 「ケンカのあとは」 「歩いて帰ろう」 「いい湯だな」 |                                                                      |
| 2014年12月3日 | はんぶんおとな                        | 井上あずみ&ゆーゆ        | 「はんぶんおとな」 | 『みんなのうた』2014年12月 - 2015年1月放送曲                         |
| 2014年12月3日 | はんぶんおとな                        | 井上あずみ&ゆーゆ        | 「ハレノヒ☆キラリ」 |                                                                      |
| 2015年11月4日 | みっつおしえて                        | 井上あずみ&ゆーゆ        | 「みっつおしえて」 | 『メイク・ア・ウィッシュ・オブ・ジャパン』イメージソング             |
| 2015年11月4日 | みっつおしえて                        | 井上あずみ&ゆーゆ        | 「サンタのおねがい」 |                                                                      |
| 2016年3月9日  | 日本の愛唱歌集 花の街                 | 井上あずみ&ゆーゆ        | 「みかんの花咲く丘」 |                                                                      |
| 2018年1月17日 | 歌になった「こどもの詩」              | 井上あずみ&ゆーゆ        | 「かぶとむし」 「おてがみ」 「ねこ」 |                                                                      |
| 2018年1月17日 | 歌になった「こどもの詩」              | ゆーゆ、諫山実生         | 「家の中」 |                                                                      |
| 2018年1月17日 | 歌になった「こどもの詩」              | つかもとひろあき、ゆーゆ | 「ナメクジ」 |                                                                      |
| 2018年1月17日 | 歌になった「こどもの詩」              | ゆーゆ                   | 「いのちさんへ」 |                                                                      |
| 2018年9月5日  | 愛になる。-Touch the Heart-           | 井上あずみ&ゆーゆ        | 「ありがとうの続き」 |                                                                      |

## 出演

### 舞台
- ミュージカル 赤毛のアン（2016年10月） - アン・シャーリー〈子役〉 役
- 唐沢俊一ユニット第8回公演 ノンストップコメディ『ウサギと幽霊』（2017年4月8日 - 16日、参宮橋トランスミッション[22]） - 西園寺あん 役
- With You 第5回公演『くらいところでお見合い』（2017年7月19日 - 23日、劇場MOMO[23]） - 西川麻子 役
- With You 第6回公演『是非に及ばず』（2018年1月22日 - 28日、新宿シアターモリエール[24]） - 時の女神 / 豪田志織 役
- 尊〜1000万ドルの夜景〜（2020年2月27日 - 3月1日、サンモールスタジオ / 3月6日 - 8日、神戸三宮シアター・エートー） - 主演・中西有希子 役[25]
- 舞台『天満月の猫』（2021年6月16日 - 20日、ザ・ポケット[26] / 2024年3月31日、萬劇場[27]）
- ノーティーボーイズ produce ケミカルリアクションACT.3『Only Stupid They』（2024年5月29日 - 6月2日、シアターサンモール） - 秋山千佳 役[28]
- 少年Komplex 第八回本公演『Song of canary〜夢見る鳥どり〜』（2024年12月19日 - 23日、調布市せんがわ劇場）- マニー 役[29][30]

### ゲーム
- WAR OF BRAINS（2018年、闇影淑女 ジュリエット・リン[31]）

### ラジオ
- お母さん教室日曜日・うちの子・よその子（2023年 - 2024年、ラジオ福島） - ここで生放送された内容を一部地方局向けに「井上あずみの子どもチャンネル」に改題の上で再編。井上あずみの脳出血による休業のため、2023年9月から2024年3月まで代役で担当した。

### その他のコンテンツ
- なぞなぞサーカス（2024年、朗読・主題歌『ちがうがおなじ』歌唱[14]）
- 耳で読む本をつくろう第二回児童文学アワード2023スペシャル朗読動画「靴をはき替えるレストラン」「シャクトリムシのくつやさん」（2024年、朗読[32][33]）

## マグロニカン
マグロニカンはゆーゆ（現：今尾侑夕）が結成したロックバンド。
2018年、小学生来の友人である梅と結成。同年3月27日、渋谷Guiltyにてファーストライブを開催。同年8月15日、ユーキャンより1stEP『初出荷』をリリース。
2019年8月11日、『RUIDO presents L-1グランプリ2019』決勝大会に出場し優勝。同日、前述の大会出演をもってギター / ピアノ・梅が脱退。以降はゆーゆ個人のバンドプロジェクトとしての活動を経て、同年9月にギター・力丸が加入する。
2021年2月4日、『微博アカウントフェスティバル』にオープニングアクトとして出演。中国語と日本語のアレンジで「チョンアルフェイ」を歌唱、演奏した。同年11月、ベース・コタとドラム・ももぞうが加入し、4名体制での活動となる。

### 受賞歴
2019年
- RUIDO presents L-1グランプリ2019 優勝

2020年
- Teens Rock in HITACHINAKA 優秀賞

2022年
- Teens Rock in AICHI オリジナル曲・グランプリ
- TAGO STUDIO MUSIC FESTIVAL バンド部門・最優秀賞

### ディスコグラフィ

#### アルバム
| 発売日  | タイトル       | 規格品番 | 最高位 |
| ------- | -------------- | -------- | ------ |
| ミニ1st | 2018年7月17日  | 初出荷   |        |
| ミニ2nd | 2020年2月19日  | 大回遊   |        |
| フル1st | 2021年11月10日 | 鮪図鑑   |        |

#### 歌手参加作品
| 発売日         | 商品名                               | 歌                                                                      | 楽曲                                     | 備考                 |
| -------------- | ------------------------------------ | ----------------------------------------------------------------------- | ---------------------------------------- | -------------------- |
| 2021年11月10日 | あんたのせいだよ／コロナに負けるな！ | サンプラザ中野くん、井上あずみ、マグロニカン（ゆーゆ&力丸）、田中なずな | 「あんたのせいだよ／コロナに負けるな！」 | 『こどもの詩』関連曲 |